# Porphyrinia acervalis
Porphyrinia acervalis là một loài bướm đêm trong họ Noctuidae.